# 喜馬拉雅旱獺
喜馬拉雅旱獺（种加词意为“喜马拉雅山的”），俗稱雪豬，是一種分佈於青藏高原及周邊山区（喜馬拉雅山、喀喇崑崙山、崑崙山、阿爾金山、祁連山、邛崍山、橫斷山脈等）的旱獺，在西藏、青海、新疆、甘肃、四川、云南以及印巴北部（包括克什米尔）、尼泊尔、不丹都能找到它的踪迹。本种在唐代称为土拨鼠（《本草拾遗》）、鼧鼥鼠（《通典》）、𪕅鼥鼠（《新唐书》）。

## 亞種
喜馬拉雅旱獺有以下亞種：
- 喜馬拉雅旱獺（指名亞種）
- 四川旱獺（四川亞種）[3]

## 形態與習性
體形肥大，體長50厘米，頸部粗短，耳殼短小。四肢短粗，尾短而扁平。體背棕黃色，廣泛棲息於青藏高原，山麓平原和山地陽坡下緣為其高密度集聚區，過家族生活，個體接觸密切。洞穴有主洞(越冬)、副洞(夏用)、避敵洞。主洞構造複雜，深而多口。有冬眠性，出蟄後晝間活動。以禾本科、莎草科及豆科根、莖、葉為食，亦食小動物。出蟄後交配，年產1胎，每胎產2-9隻，3歲性成熟。

## 與人類的關係
藏民通常不會傷害土撥鼠，外地遊客也常常投餵，所以許多地區的喜馬拉雅旱獺並不怕人。不過，喜馬拉雅旱獺是鼠疫杆菌的自然宿主，其体外寄生虫是鼠疫的传播者，因此喜馬拉雅旱獺是亚洲鼠疫预防的重点监控对象。